# Antony and the Johnsons
Antony and the Johnsons är ett amerikanskt band från New York. Sångaren och frontfiguren, Anohni, har med sin androgyna image, sin Nina Simone-lika röst och texterna som ofta kretsar kring sköra relationer, utsatthet och existentiella funderingar, gått från att vara en lokal företeelse på New Yorks queer-klubbar till att bli en kritikerrosad akt långt utanför USA:s gränser.

## Bakgrund
Anohni (född 1971 i Chichester, Sussex, England) växte upp med alternativ 80-talsmusik. Marc Almond, Billie Holiday, Nina Simone och Louis Armstrong var stora influenser. Hon sjöng i kör. Vid elva års ålder hörde hon Boy George för första gången. Hon tog stort intryck av honom och bestämde sig för att bli sångare. Anohni förklarar: "det var första gången jag såg någon som såg ut så som jag kände mig". Anohni flyttade till New York där hon blev en del av stadens queerscen. Hon uppträdde på olika kabaréer och utförde performance-föreställningar på undergroundscener.

## Karriär
2000 fick Anohni ett stipendium och samlade ihop bandet The Johnsons bland kompisar från olika konst- och musikskolor i New York och spelade in debutalbumet Antony & The Johnsons. Lou Reed upptäckte bandet och blev dess ivriga påhejare och beskyddare. Anohni sjunger på Reeds album The Raven och Animal Serenade och följde med på hans internationella turné under 2003.
2005 spelade bandet in uppföljaren till debuten, I Am A Bird Now. På detta album gästades bandet av  Anohnis gamla idol och ikon, Boy George. De båda sjunger duetten You Are My Sister. Andra som medverkar på skivan är Lou Reed, den storslagna operapopens Rufus Wainwright samt sagoberättartrubaduren Devendra Banhart. Albumet tilldelades 2005 års Mercury Music Prize. Anohni gjorde under 2005 ett inhopp på CocoRosies album Noah's Ark där hon sjöng duetten Beautiful Boyz. Anohni ingår som en av tre gästvokalister i Brooklynproducenten Andrew Butlers band Hercules and Love Affair som 2008 släppte sitt debutalbum med samma namn på skivbolaget DFA Records. Under 2005 deltog Anohni även i musikdokumentären Leonard Cohen: I'm Your Man med bland annat Rufus Wainwright. Anohni framför där If it be your will.

## The Johnsons
Anthony and the Johnsons är döpt efter trans- och aids-aktivisten Marsha P. Johnson.
Nuvarande medlemmar
- Anohni – sång, piano
- Julia Kent – cello, stråkarrangemang
- Parker Kindred – trummor
- Jeff Langston – basgitarr
- Maxim Moston – violin, stråkarrangemang
- Rob Moose – gitarr, violin
- Doug Wieselman - träblåsinstrumenter, gitarr
- Thomas Bartlett – piano

Tidigare medlemmar
- Joan Wasser – violin
- Reuben Butchart – piano
- Tahrah Cohen (aka Todd Cohen) – trummor

## Filmografi
Anohni har även medverkat i ett par filmer: i Steve Buscemis film Animal Factory som en androgyn fånge som sjunger för interner i fängelset, samt i Sebastien Lifshitzs film Wild Side där hon framför "I Fell in Love with a Dead Boy" för en grupp parisiska transpersoner. Antony & The Johnsons bidrog även till soundtracket i filmen om Bob Dylan, "I'm not there", där de framför den klassiska Bob Dylan-låten "Knockin' on heaven's door".

## Diskografi

### Studioalbum
- 2000 – Antony and the Johnsons
- 2005 – I Am A Bird Now
- 2009 – The Crying Light
- 2010 – Swanlights

### EP:s
- 2001 – I Fell in Love with a Dead Boy
- 2004 – The Lake
- 2005 – Hope There's Someone
- 2005 – You Are My Sister
- 2008 – Another World
- 2010 – Thank You for Your Love
- 2011 – Swanlights

### Singlar
- 1988 – "Cripple and the Starfish"
- 2009 – "Epilepsy Is Dancing"
- 2009 – "Aeon"
- 2012 – "Cut the World (live)"
- 2013 – "Fistful of Love"

### Livealbum
- 2003 – Live at St. Olave's
- 2012 – Cut the World
- 2013 – Del suo veloce volo